# Sadaf Taherian
Sadaf Taherian (en persa: صدف طاهریان‎, romanizado: Sadaf Taheriyan; 21 de julio de 1988) es una actriz y modelo iraní. Tuvo apariciones exitosas en películas y televisión iraníes antes de publicar imágenes suyas sin velo en Facebook e Instagram que fueron denunciadas por el Ministerio de Cultura y Orientación Islámica. 
Taherian comenzó su carrera de modelo después de abandonar Irán. Trabajó con muchas destacadas compañías de cosméticos, belleza y cuidado de la salud como modelo.

## Carrera artística

### Actriz
Taherian comenzó su carrera profesional como actriz con un papel en la película de 2011 Hich Kojā, Hich Kas (هیچ‌کجا هیچ‌کس). Continuó con otros papeles en varias series de televisión, incluyendo Dārkub (2011) y Mesl-e Yek Khāb (2012). 

#### Dejando a un lado el hijab árabe
En octubre de 2015, Taherian publicó unas fotos sin hiyab en Instagram y Facebook en protesta por ser obligada a usar un pañuelo en la cabeza y dijo que hablaría sobre el "cine sucio de Irán". También ha publicado vídeos en su cuenta de Instagram, diciendo que había dejado el país para ir a la cercana Dubái y que su cuenta no fue pirateada.
La ley de Irán considera que el hijab es de uso obligatorio para las mujeres desde el establecimiento de la República Islámica en 1979. En reacción al acto de Taherian, el Ministerio de Cultura y Orientación Islámica denunció su "inmoralidad", le prohibió actuar y publicó las fotos retocadas con Photoshop añadiéndole el tradicional pañuelo en la cabeza.

### Carrera de modelaje
Comenzó su carrera de modelo después de salir de Irán. Trabajó con muchas destacadas compañías de cosméticos, belleza y cuidado de la salud como modelo. En 2016, Watsons, conocida como la cadena comercial de cuidado de la salud y belleza más grande de Asia, trabajó con Taherian para productos de belleza y salud. Sus imágenes se utilizan en muchas revistas de belleza y moda, pero no en su país natal.

## Vida personal
Poco después de abandonar Irán, Taherian comenzó una relación con el actor turco Özgür Teke.

## Filmografía
Cine
- Hich Kojā, Hich Kas (Nadie, en ninguna parte) (2011)
- Pas Kuche-hāye Shemrun (Callejones traseros de Shemiran) (2012)
- Gharār-e Ba'di, Hamān Jā (Próxima fecha, mismo lugar) (2013)
- Asr-e Yakhbandān (Edad de hielo) (2015)

Televisión
- Telefon-e Hamrāh (Teléfono celular) (2011)
- Dārkub (Pájaro carpintero) (2011)
- Mesl-e Yek Khāb (Como un sueño) (2012)

Cortometrajes
- Filmi Kutāh Barāy-e Hamsaram (Cortometraje para mi cónyuge) (2010)